# The Case of the Sulky Girl
The Case of the Sulky Girl (O Caso da Jovem Arisca) é um romance policial do escritor norte-americano Erle Stanley Gardner, publicado em 1933, é o segundo livro protagonizado pelo advogado Perry Mason. Em Portugal foi publicado em 1982 em conjunto com O Caso da Fotografia Misteriosa.

## Sinopse
O livro conta a história de Frances Celane, uma jovem mulher de temperamento explosivo que é impedida de se casar pelo testamento de seu pai, já falecido, de acordo com o testamento ela não poderia se casar antes de completar 25 anos, ou perderia sua parte no testamento que seria doada a instituições de caridade, a herança porquanto ficaria sob o poder de seu tio Edward Norton, ela porém já havia se casado com um homem chamado de Rob Gleason, o tio da moça acaba sendo assassinado com uma bengalada na cabeça, e Perry Mason fica com a difícil missão de defender Frances e Gleason.

## Personagens
- Frances Celane: sobrinha de Edward Norton, esposa de Rob Gleason, que foi acusada junto ao seu marido de ter matado Norton.
- Rob Gleason: casou-se secretamente com Frances Celane.
- Edward Norton: tio de Frances Celane, que administrava os bens deixados pelo pai da mesma, foi morto com uma bengalada na cabeça.
- Pete Devoe: motorista inicialmente acusado de matar seu patrão enquanto estava bêbado, Pete foi acusado de ter simulado um assalto e dado uma bengalada na cabeça de seu patrão.
- Don Graves: secretário de Edward Norton, que ao pegar uma carona com o juiz municipal Purley, supostamente viu o assassinato, sendo então a testemunha chave.
- Arthur Crinston: sócio da vítima, que teve uma prolongada discussão com o mesmo.
- Juiz Brian C. Purley: juiz municipal que deu carona a Arthur Crinston e a Don Graves, secretário da vítima.
- Claude Drumm: promotor de justiça encarregado de acusar Frances Celane e Rob Gleason.
- Mistress Clara Mayfield: governanta de Edward Norton, que ao descobrir que Frances estava casada, passou a extorquir-lhe dinheiro.

## Representações

### Episódio de TV
O livro já foi representado como episódio da série Perry Mason sendo o 5º episódio da Primeira Temporada foi exibido em 19 de Outubro de 1957 com duração de 60 minutos. E teve:
- Olive Sturgess como Frances Celane
- William Schallert como Donald Graves
- Lillian Bronson como Mistress Clara Mayfield
- Robert Griffin como Arthur Crinston
- Connie Cezan como Gertie
- Brian G. Hutton como Rob Gleason
- Raymond Greenleaf como Edward Norton
- Howard Wendell como Juiz Brian C. Purley
- Paul Bryar como Sargento George Wilbur
- Frank Wilcox como Juiz Markham

Além do elenco principal:
- Raymond Burr como Perry Mason
- Barbara Hale como Della Street
- William Hopper como Paul Drake
- Ray Collins como Tenente Tragg

### Episódio de rádio
Foi um dos episódios da série Edge of Night exibida pela Rádio CBS.

### Audio-book
A The Colonial Radio Theatre representou a história em formato de audio-book com previsão de lançamento para 5 de Fevereiro de 2011 pela Brilliance Audio.